# Kevin MacLeod

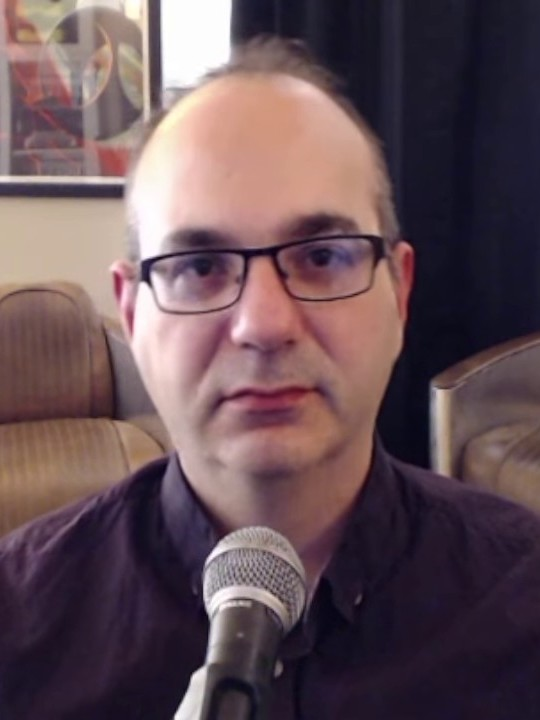
Kevin MacLeod, 2016

Kevin MacLeod [məˈklaʊd] (* 28. September 1972 in Green Bay, Wisconsin) ist ein US-amerikanischer Komponist und Musikproduzent, der durch Veröffentlichungen von frei lizenzierter Produktionsmusik auf seiner Website incompetech.com internationale Bekanntheit erlangte.

## Leben
MacLeod, Sohn eines Papierfabrik-Arbeiters, bekam im Alter von 10 Jahren einen Synthesizer geschenkt und wuchs in einem kleinen Dorf in der Nähe von Green Bay auf. MacLoed studierte in Green Bay nach seinem Schulabschluss Musik.
MacLeod veröffentlichte seit 1996 über 2.000 Tracks unter der Lizenz Creative Commons Attribution 3.0 (CC-BY 3.0), die bei Namensnennung eine beliebige, kostenlose Weiternutzung – auch in kommerziellen Produktionen – ermöglicht. Seit 1997 nutzt er hierfür die Website incompetech.com, die sich durch Werbung finanziert. Seine Musik wurde in Millionen von YouTube-Videos, Tausenden Filmen und mehreren Videospielen verwendet.

“Je öfter meine Musik geklaut wird, desto mächtiger werde ich, denn so wird sie in diversen Medien genutzt und von noch mehr Leuten gehört. Der größte Feind eines durchschnittlichen Komponisten ist nicht Diebstahl, sondern mangelnde Sichtbarkeit.”

MacLeod initiierte darüber hinaus die Website freepd.com für Public-Domain-Musik (CC0). Dort wird neue Musik mit ebenjener Lizenz aufgelistet und zum Download angeboten.
Mit der schnellen Verbreitung des chinesischen Videoportals TikTok ab 2018 vergrößerte sich die Reichweite MacLeods: Während YouTuber sich zunehmend professionalisieren, finden sich auf TikTok meist Hobbyfilmer, denen die frei lizenzierte Musik des Komponisten zugutekommt, weil sie kein hohes Produktionsbudget haben.
Musik von MacLeod findet sich unter anderem im 3D-Film Hugo Cabret, der fünf Oscars gewann, und im norwegischen Horror-Thriller The Innocents, der bei den Internationalen Filmfestspielen von Cannes 2021 seine Premiere feierte.
Kevin MacLeod startete zusammen mit Sascha Ende im März 2019 offiziell eine neue Plattform für den Vertrieb seiner Musik.

## Rezeption
MacLeod wurde 2015 mit dem „Ehrenpreis international“ des Deutschen Webvideopreises ausgezeichnet. Ein Dokumentarfilm mit dem Titel Royalty Free: The Music of Kevin MacLeod konnte mit Kickstarter.com finanziert werden und erschien im März 2022.
Das Popkulturmagazin Tracks des deutsch-französischen Fernsehsenders Arte bezeichnete MacLeod als den „meistgehörten Komponisten der Welt“, fünf Milliarden Menschen würden seine Musik kennen.